# Biotin
Biotin, auch als Vitamin B7 oder Vitamin H (auch Vitamin I) bezeichnet, ist ein wasserlösliches Vitamin aus dem B-Komplex. Es spielt als prosthetische Gruppe von Enzymen im Stoffwechsel eine bedeutende Rolle, ist aber auch im Zellkern wichtig für die epigenetische Regulation der Genfunktion.
Die französische Nomenklatur benennt Biotin häufig als Vitamin B8, während sich in der angelsächsischen und auch in der deutschen Literatur die „Adenylsäure“ (Adenosinmonophosphat) als Vitamin B7 findet; zuweilen werden auch das Inositol, welches kein Vitamin ist, bzw. die Folsäure, die ebenfalls dem Vitamin-B-Komplex angehört, als Vitamin B8 bezeichnet. Der von der IUPAC einzige empfohlene Name ist jedoch Biotin.
Der Name „Biotin“ leitet sich vom griechischen Wort „bios“ (Leben) und der Endung „-in“ her, einer üblichen Endung in der organischen Chemie.

## Geschichte
Die Entdeckung der Substanz verlief in mehreren Schritten:
- 1898 – Steinitz – Vitamin H (von Haut)[9]
- 1901 – Eugene Wildiers und Manile Ide – „Bios“: ein wässriger Extrakt aus Hefen enthält eine Substanz, die für das Wachstum von Hefen notwendig ist
- 1927 – M. A. Boas – Beschreibung des „Eiweiß-Verletzungs-Syndroms“, eine Form der Dermatitis: Verursacht durch ein im Eiklar enthaltenes Protein (Avidin), das Biotin sehr fest bindet und seine biologische Verfügbarkeit vermindert.
- 1931 – Paul György – Vitamin H
- 1936 – Fritz Kögl und Benno Tönnis – Erstmalige Isolierung von 1,1 mg Biotin aus 250 kg getrocknetem Eidotter
- 1940 – György – Feststellung, dass Biotin identisch mit Vitamin H und Coenzym R ist
- 1942 – Vincent du Vigneaud – Aufklärung der chemischen Struktur
- 1943 – Harris et al. – chemische Synthese von Biotin[10]

## Vorkommen und Ernährung
Biotin ist in sehr vielen Nahrungsmitteln enthalten, jedoch meistens nur im einstelligen Mikrogramm-Bereich. Folgende Tabelle zeigt Beispiele verschiedener Lebensmittel:
| Lebensmittel              | μg/100 g |
| ------------------------- | -------- |
| Hefe                      | 200      |
| Pfifferling (getrocknet)  | 146      |
| Steinpilz (getrocknet)    | 105      |
| Rinderleber (gegart)      | 103      |
| Erdnussbutter             | 67       |
| Eigelb                    | 50       |
| Weizenkleie               | 44       |
| Soja                      | 30       |
| Haferflocken              | 20       |
| Walnüsse                  | 19       |
| Champignons (frisch)      | 16       |
| Reis (ungeschält)         | 12       |
| Weizen-Vollkornmehl       | 8        |
| Fisch                     | 7        |
| Spinat                    | 6        |
| Rind- und Schweinefleisch | 5        |
| Bananen                   | 5        |
| Kuhmilch                  | 3        |
| Äpfel                     | 1        |

Seit den 1940er Jahren ist bekannt, dass Bakterien, die in der normalen Darmflora enthalten sind, neben anderen B-Vitaminen auch Biotin produzieren und in Abhängigkeit von der Bakterienart und der zur Verfügung stehenden Zeit ihre Umgebung in unterschiedlichem Maße damit anreichern. Eine Folge ist, dass die menschlichen Ausscheidungen mehr Biotin enthalten als die zuvor konsumierte Nahrung. Es gilt als sehr wahrscheinlich, dass aus dieser Quelle stammendes Biotin in gewisser Menge vom Menschen verwertet wird. Bezüglich der Höhe dieses Beitrags herrscht aber Unsicherheit.
Die Deutsche Gesellschaft für Ernährung nennt seit dem Jahr 2020 40 μg/Tag als Schätzwert für die angemessene Zufuhr bei gesunden Erwachsenen. In der Schwangerschaft gilt der gleiche Schätzwert, für die Stillzeit werden 45 μg/Tag genannt. Für Säuglinge wird die benötigte Biotinmenge mit 4–6 μg/Tag angenommen. Das Bundesinstitut für Risikobewertung (BfR) hat diese altersabhängigen Schätzwerte der für D-A-CH-Gesellschaften übernommen. Die Europäische Behörde für Lebensmittelsicherheit (EFSA) gibt seit 2014 als angemessene Zufuhr (Adequate Intake, AI) für gesunde Erwachsene 40 μg Biotin pro Tag vor, für andere Personengruppen entsprechen die AIs weitgehend denen der D-A-CH-Referenzwerte.
Wie für alle Nährstoffe ist der Bedarf für Biotin eine individuelle Größe. Für Biotin ist auch der durchschnittliche Bedarf des Menschen nicht bekannt, da es an aussagekräftigen experimentellen Studien fehlt. Das macht es notwendig, die Schätzwerte zur Biotinzufuhr auf Plausibilitätsüberlegungen zu stützen. Bei Säuglingen wird beispielsweise der durchschnittliche Biotingehalt der Muttermilch und die tägliche Trinkmenge der Abschätzung zugrunde gelegt.

## Herstellung
Es gibt zahlreiche vielstufige Verfahren zur chemischen Synthese von (+)-Biotin. Bei den technisch relevanten Synthesen wird Fumarsäure, die Aminosäure (R)-Cystein oder Tetronsäure als Ausgangsstoff eingesetzt. (+)-Biotin ist ein wirtschaftlich bedeutendes Erzeugnis der chemischen Industrie.

## Eigenschaften
Das chirale Biotin besitzt drei stereogene Zentren, so dass acht Stereoisomere denkbar sind. Allerdings besitzt nur das natürliche (+)-Biotin mit (3aS,4S,6aR)-Konfiguration die volle biologische Aktivität.

### Physikalische und chemische Eigenschaften
Biotin ist eine in farblosen Nadeln kristallisierende, bei Zimmertemperatur feste Substanz. Die Verbindung löst sich wenig in kaltem Wasser, Ethanol oder verdünnten Säuren, ist jedoch in heißem Wasser und Laugen besser löslich. In den meisten organischen Lösungsmitteln ist Biotin unlöslich.
Das Vitamin ist beständig gegen Luftsauerstoff oder erhöhte Temperaturen; bei 232–233 °C schmilzt Biotin. Starke Basen oder Säuren, Oxidationsmittel und UV-Licht zersetzen die Verbindung. Wässrige, neutrale Lösungen des Biotin in Wasser sind bis etwa 100 °C beständig. Bei richtiger Lagerung und Zubereitung betragen die Verluste beim Kochen pflanzlicher und tierischer Lebensmittel unter 20 %.

## Physiologische und biochemische Grundlagen

### Biotinstoffwechsel
Biotin ist die prosthetische Gruppe mehrerer Carboxylase-Enzyme, die wichtige Aufgaben im Eiweiß-, Fett- und Kohlenhydratstoffwechsel erfüllen. Um die in der Nahrung enthaltenen, relativ geringen Mengen an Biotin effektiv zu nutzen, hat sich ein Recycling-Mechanismus entwickelt. Der Einbau des Biotins in die Carboxylasen erfolgt, indem ein spezieller Lysinrest der noch funktionsunfähigen Apocarboxylasen durch das Enzym Holocarboxylase-Synthetase mit einem Biotinmolekül verbunden wird, wodurch funktionsfähige Holocarboxylasen entstehen. (Siehe auch Apo- und Holoenzym.) Wenn diese biotinhaltigen Carboxylasen durch Proteolyse wieder abgebaut werden, bleibt Biocytin übrig, eine Verbindung aus Biotin und der Aminosäure Lysin. Im nächsten Schritt wird Biocytin durch das Enzym Biotinidase gespalten und so Biotin zurückgewonnen.
Dieser Biotin-Kreislauf ist allerdings nicht völlig geschlossen, da sowohl Biotin als auch Biocytin in den Urin gelangen und auf diese Weise ausgeschieden werden können. Außerdem kann die Seitenkette des Biotins durch β-Oxidation verkürzt werden. Die so entstehenden Abbauprodukte sind nicht biologisch aktiv und werden ebenfalls mit dem Urin ausgeschieden. Ein Ausgleich dieser Verluste ist beim gesunden Menschen mit normaler Ernährung aber kein Problem. Da der überwiegende Teil des in der Nahrung enthaltenen Biotins nicht in freier Form, sondern proteingebunden vorkommt, ist selbst nach vollständiger Proteolyse von Nahrungsproteinen die Wirkung der Biotinidase für die Freisetzung und Aufnahme von Biotin erforderlich. Daneben kommt der Biotinidase im Blutkreislauf noch eine speichernde Funktion zu, da sie Biotin in gewissem Maße an sich bindet und so vor Ausscheidung durch die Niere schützt. Für die Aufnahme des Biotins aus dem Darm und dessen Weitergabe in die Körpergewebe sind Transporterproteine verantwortlich, von denen aber bislang nur der natriumabhängige Multivitamintransporter (SMVT) allgemein als identifiziert gilt. Bei Biotinmangel kann durch vermehrte Bildung des SMVT die Aufnahme aus dem Darm wie auch die Rückresorption in den Nierentubuli intensiviert werden. Auf die Existenz weiterer Transporter gibt es Hinweise.

### Biotin als prosthetische Gruppe
Biotin ist die prosthetische Gruppe von Carboxylasen, genauer der Carboxy-Transferasen. Durch deren Aktion kann auch im tierischen Organismus Kohlendioxid fixiert werden. Im Menschen sind folgende vier Biotin-abhängigen Enzyme bekannt:
- die Pyruvat-Carboxylase, ein Schlüsselenzym der Gluconeogenese, das Pyruvat in Oxalacetat, einem Metaboliten des Citratzyklus umwandelt;
- die Acetyl-CoA-Carboxylase, welche das Malonyl-CoA für den Startschritt der Fettsäurebiosynthese und für die Elongation von Fettsäuren liefert.
- die Propionyl-CoA-Carboxylase, welche für den Abbau der Aminosäuren Valin, Isoleucin, Methionin und Threonin sowie ungeradzahliger und verzweigter Fettsäuren nötig ist.
- die Methylcrotonoyl-CoA-Carboxylase, die für den Abbau der Aminosäure Leucin notwendig ist.

Pyruvat-Carboxylase-Reaktion

Die Abbildung zeigt die Funktion des Biotins als prosthetische Gruppe in der durch die Pyruvat-Carboxylase katalysierten Reaktion. Vor der Addition an den Stickstoff des Biotins wird das Kohlendioxid, welches als Hydrogencarbonat vorliegt, mit ATP in eine aktive Form, das Carboxyphosphat, ein gemischtes Anhydrid der Phosphor- und Kohlensäure, überführt. Als prosthetische Gruppe ist Biotin fest an einen Lysinrest des Enzyms gebunden. Diese post-translationale Modifikation erfordert die Aktivität der Protein-Biotin Ligase, die im Menschen auch Holocarboxylase-Synthetase genannt wird. Die Einheit (auch Biocytin genannt) fungiert als eine Art Drehscheibe (Propeller-Prinzip), über welche die Pyruvatbindungsstelle bedient werden kann. Das Pyruvat ist dort in seiner Enolform gebunden, was direkt die unmittelbare Übernahme des CO2-Restes ermöglicht. Die Reaktion zeigt beispielhaft den Einsatz und die Regenerierung einer prosthetischen Gruppe an ein und demselben Enzym. Während es im Menschen nur Biotin-abhängige Carboxylasen gibt, sind in Mikroorganismen auch Transcarboxylasen und Decarboxylasen bekannt, die Biotin als prosthetische Gruppen benutzen.

### Funktion im Zellkern
Biotin spielt auch im Zellkern eine Rolle, wo es Histone modifizieren kann. Es ist bekannt, dass mehrere Lysinreste der Histone H2A, H3 und H4 biotinyliert vorkommen können. Durch diese Histonmodifikation hat Biotin Einfluss auf die Struktur des Chromatins und die momentane Ablesbarkeit der genetischen Information (Gen-Silencing). Biotin ist an der Regulation der Expression einer großen Anzahl von Genen, wahrscheinlich mehr als 2000, beteiligt. Es gibt Hinweise darauf, dass die Enzyme Holocarboxylase-Synthetase und Biotinidase Biotin auf Histone übertragen können, wobei die Biotinidase wohl auch in der Lage ist, Histone zu debiotinylieren. Wie diese Vorgänge im Detail verlaufen, ist Gegenstand der aktuellen Forschung.

### Biotinmangel
Ein Biotinmangel wirkt sich auf den Kohlenhydrat-, den Eiweiß- und den Fettstoffwechsel aus.
Diese Folgen resultieren vor allem aus einer Funktionseinschränkung der biotinabhängigen Carboxylasen. Das Krankheitsbild wird deshalb allgemein als multipler Carboxylasemangel bezeichnet. Neben einem eigentlichen Biotinmangel kommen aber auch Gendefekte im Bereich des Biotinstoffwechsels als Auslöser infrage.

#### Symptome
Als Folge eines Biotinmangels wurden beim Menschen folgende Symptome beobachtet: Hautstörungen, Depressionen, extreme Mattigkeit, Schläfrigkeit, Muskelschmerzen, Überempfindlichkeit, lokale Fehlempfindungen, Halluzinationen, Appetitlosigkeit, Übelkeit, Haarausfall, Farbveränderungen der Haare, brüchige Nägel, erhöhte Cholesterinwerte, abnorm hohe Spiegel an ungeradzahligen Fettsäuren, Störungen der Herzfunktion, Blutarmut, grau-blasse Hautfarbe, Bewegungsstörungen (Ataxie), sowie Hypotonie (erniedrigter Blutdruck), auch eine erhöhte Anfälligkeit für Infektionen (Kandidose, Keratokonjunktivitis, Glossitis). wurde festgestellt.
Bei Tieren wurden außerdem noch weitere Effekte festgestellt, wie metabolische Veränderungen und Verfettung des Herzmuskels, Fettleber, plötzlicher Tod durch Unterzuckerung bei körperlicher Belastung, Beeinträchtigung des Immunsystems und eine schlechtere Wundheilung.
Bei Hühnern senkte Biotinmangel den Biotingehalt der Eier wesentlich, was zu einer verringerten Schlupfrate und häufigen Missbildungen der Küken führte, obwohl die Anzahl der gelegten Eier noch unverändert blieb. Auch bei einigen Säugetierarten wurden fruchtschädigende Wirkungen des Biotinmangels beschrieben.

#### Ursachen
- Avidin, ein im Hühnereiklar enthaltenes Protein, ist in der Lage, Biotin sehr fest zu binden. Außerdem wird Avidin von Verdauungsenzymen nicht angegriffen. Erhitzen denaturiert das Avidin und unterbindet die Bindung an Biotin. Bei genügend großem Verzehr von rohem Eiklar kann sämtliches Biotin im Darm von Avidin gebunden werden.[17] Das bedeutet, sowohl das in der Nahrung enthaltene als auch das von der Darmmicrobiota gebildete Biotin werden für den Organismus unerreichbar. Sobald sich die körpereigenen Reserven erschöpfen, prägen sich die Symptome des Biotinmangels aus. Im Rahmen eines Experiments mit freiwilligen Versuchspersonen begann dies nach drei bis vier Wochen.[13] Generell nutzt man diese Eigenschaft des Avidins, um zu experimentellen Zwecken bei Menschen oder Tieren einen Biotinmangel zu erzeugen.[23]
- Patienten mit Kurzdarmsyndrom, die auf intravenöse Ernährung angewiesen sind, entwickeln innerhalb von Monaten oder auch Jahren Mangelsymptome, falls die Infusionen kein Biotin enthalten. Bei Säuglingen geschieht das deutlich schneller.[18] Außer Verkürzungen des Dünndarms gehören auch Schädigungen der Darmflora zu den Risikofaktoren. Schon die längerfristige Einnahme von Antibiotika kann zu einem Biotinmangel führen. Chronischer Alkoholismus geht ebenfalls oft mit einer Verarmung des Körpers an Biotin einher.[17]
- Ein Biotinmangel, der lediglich durch biotinarme Kost verursacht wird, ist beim Menschen kaum beschrieben. Eine Ausnahme bildeten Säuglinge, die über längere Zeit eine aus Einzelnährstoffen zusammengestellte Fertignahrung erhielten, in der Biotin nicht enthalten war.[18] Bei manchen Tieren wie Hühnern oder Truthühnern kann ein Biotinmangel dagegen relativ leicht auch durch biotinarmes Futter eintreten.[24]
- Bei manchen Nierenkranken, die sich über längere Zeit einer Dialyse-Behandlung unterziehen mussten, wurde Biotinmangel gefunden.[17]
- Antikonvulsiva scheinen den Biotinhaushalt zu beeinflussen, sodass sich dadurch ein mehr oder weniger starker Biotinmangel ausprägt.[18]
- In der Schwangerschaft findet man bei ungefähr einem Drittel der Frauen biochemische Veränderungen, die auf einen leichten Biotinmangel hindeuten. Äußerlich in Erscheinung tretende Symptome entstehen dadurch normalerweise nicht. Man vermutet, dass Biotin in der Schwangerschaft schneller abgebaut wird, da im Urin von Schwangeren weniger Biotin, aber erhöhte Konzentrationen seiner Metaboliten gemessen werden.[18][14]

### Überdosierung
Bisher sind beim Menschen keine schädlichen Wirkungen von Biotin in Erscheinung getreten. Alles spricht dafür, dass die therapeutische Breite sehr groß ist.
Bei Patienten mit verschiedenen Störungen des Biotinstoffwechsels existieren langjährige Beobachtungen zur Einnahme von täglich bis zu 10 mg Biotin pro Kilogramm Körpergewicht. Negative Auswirkungen der hohen Biotindosis wurden nicht beobachtet. Ein Teil der Patienten weist allerdings irreversible Schäden auf, weil die Behandlung mit Biotin zu spät einsetzte. Die Übertragung solcher Ergebnisse von Stoffwechselkranken auf Gesunde ist empirisch nicht ohne weiteres möglich.
Aufgrund der unzureichenden Datenlage wird bisher von offizieller Seite kein LOAEL-Wert angegeben. (Das ist die niedrigste Dosis, die negative Effekte nach sich ziehen kann.) Es existieren nur wenige Studien an Tieren, bei denen Biotinmengen verabreicht wurden, die groß genug waren, um negative Auswirkungen zu erzeugen. Beispielsweise wurde in einem mehrwöchigen Versuch an jungen Ratten festgestellt, dass bei einer über das Futter zugeführten täglichen Biotindosis von ungefähr 80 mg pro Kilogramm Körpergewicht deren Futteraufnahme und Wachstum beeinträchtigt wurden, was sich bei weiter steigender Dosis noch verstärkte. Umgerechnet auf einen durchschnittlich schweren Menschen von 65 kg ergäbe das eine tägliche Einnahmemenge von mehr als 5 g Biotin, was dem 100.000-fachen physiologischen Bedarf entspricht.
Obwohl Biotin von Ratten in 5000- bis 10.000-facher Normaldosis ohne Beeinträchtigungen vertragen wurde, trat bei trächtigen Rattenweibchen nach Injektionen von mehr als 1 mg Biotin pro Kilogramm Körpergewicht eine Resorption von Föten, verbunden mit einer Störung der Östrogenbildung auf.
Biotin kann Laborwerte verfälschen, die mit immunologischen Verfahren bestimmt werden, die auf der Biotin-Streptavidin-Wechselwirkung beruhen. Je nach Testaufbau kann es dabei zu falsch hohen oder falsch niedrigen Resultaten kommen. Diese Störungen können bei Biotin-Dosierungen von mehr als 5 mg pro Tag auftreten. In diesen Fällen soll die Biotin-Zugabe mindestens 48 Stunden vor den Tests (z. B. zu Schilddrüsenhormonen) unterbrochen werden.

## Verwendung

### Biotin als Medikament
Biotinpräparate werden zur Behandlung und Prophylaxe eines Biotinmangels eingesetzt. Zur Prophylaxe sind 0,2 mg/Tag ausreichend. Um einen bestehenden Mangel innerhalb kurzer Zeit sicher auszugleichen, kann aber eine wesentlich höhere Dosis erforderlich sein.
Oft ist Biotin Bestandteil der Multivitaminpräparate, die Infusionslösungen zugegeben werden, wenn Patienten über einen längeren Zeitraum parenteral, also unter Umgehung des Magen-Darm-Trakts, ernährt werden müssen.
Bei folgenden genetisch bedingten seltenen Stoffwechselkrankheiten ist eine lebenslange Behandlung mit sehr hoch dosiertem Biotin die gängige und eine äußerst wirksame Therapie:
- Biotinidasemangel
- Holocarboxylase-Synthetase-Mangel
- Biotin-ansprechende Basalganglienerkrankung

Aktuell wird Biotin in hoher Dosis unter der Bezeichnung MD1003 gegen progressive Multiple Sklerose in Pilotstudien erprobt.

### Biotin in der molekularen Biotechnologie
Biotin kann zur Markierung verschiedener Moleküle verwendet werden (Biotinylierung). Zum Nachweis nutzt man die Wechselwirkung zwischen Biotin und Avidin bzw. Streptavidin.